# The Blackened Hills
The Blackened Hills est un film muet américain réalisé par Allan Dwan et sorti en 1912.

## Fiche technique
- Titre : The Blackened Hills
- Réalisation : Allan Dwan
- Durée : 10 minutes
- Genre : Western
- Production : American Film Company
- Durée : 10 minutes (0 h 10)
- Dates de sortie :
  - États-Unis : 26 décembre 1912

## Distribution
- J. Warren Kerrigan : Jack Upham
- Jessalyn Van Trump : Martha Vail
- Jack Richardson : Joe Canfield
- Louise Lester : la sorcière
- Charlotte Burton : Jenny Hart